# Autoportrait au miroir sphérique
L'Autoportrait au miroir sphérique aussi appelé Mains tenant un miroir sphérique est une estampe de l'artiste néerlandais Maurits Cornelis Escher.

## Historique de l'œuvre
Parue en janvier 1935 l'œuvre est l'une des 448 lithographies produites par Escher. Elle fait partie des productions de la première partie des réalisations de l'artiste, celles produites avant 1937 où l'artiste s'adonnait à des représentations concrètes. Il cherchait à limiter l'action de son imagination sur sa reproduction du réel.

## Description
Le miroir constitue le cœur de l'œuvre et est au centre de la lithographie. En son sein se trouve l'artiste et le décor déformés par la surface sphérique. Le miroir est tenu par une main qui n'est pas déformée, le tout sur un fond gris à teintes progressives.

## Analyse

### Choix du sujet
Escher a toujours eu un attrait particulier pour la matière miroir. Il a commencé en travaillant les reflets et leurs déformations dès 1917 avec Still Life et continuera après avec Trois sphères II en 1946 notamment. L'autoportrait au miroir sphérique ne fait pas exception à la règle. Elle est considérée comme la plus importante des œuvres à déformation par le miroir de l'artiste. Ici il semble se concentrer bien plus sur le décor autour de lui et les déformations que le miroir sphérique provoque.

### Réalisation de l’œuvre
Escher a réalisé cette œuvre en combinant deux méthodes de réalisation. L'estampe et la lithographie. L'estampe est le résultat de l'impression d'une gravure ou d'une autre technique de l'estampe. Et la lithographie est une technique d’impression, elle permet la création et la reproduction à de multiples exemplaires d’une création à l'encre ou au crayon sur une pierre. C'est l'utilisation de ces deux méthodes qui a permis la réalisation mais surtout la reproduction de cette estampe.[pas clair]

### Esthétique

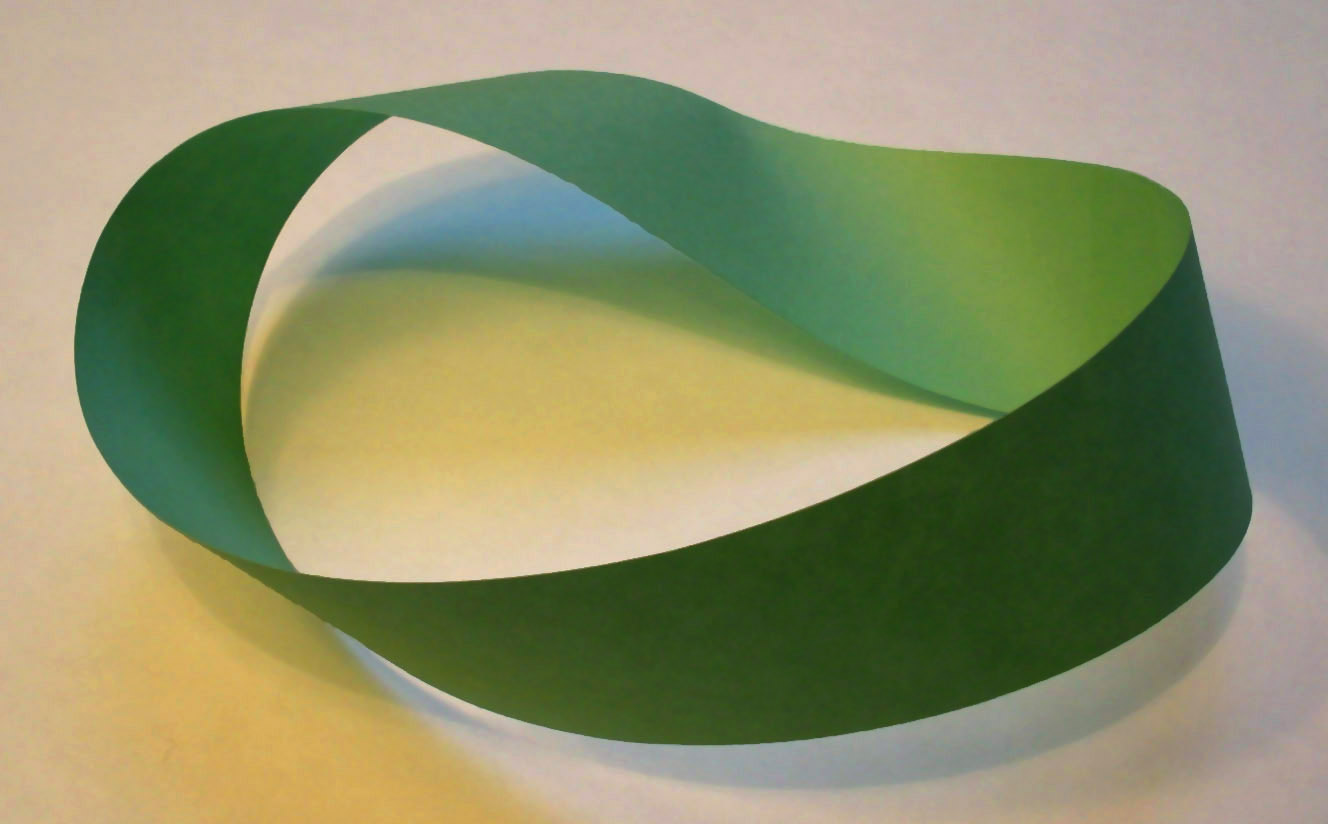
Ruban de Möbius, réalisé à partir d'une bande de papier

L'œuvre est créée dans la droite lignée de ce qu'on appelle les « objets impossibles » : ce sont des créations qui défient la compréhension de notre vue notamment en multipliant les points de fuites et autres stratagèmes de déformations optiques. Parmi ceux-ci on peut citer le Ruban de Möbius entre nombre d'autres[Information douteuse]

## Postérité
Dans Katsuhiro Otomo Anthology, le mangaka parodie la Main tenant un miroir sphérique pour la couverture de sa nouvelle Fireball,.